# リマン
リマン（ウクライナ語: Лиман, 発音 [ɫɪˈmɑn] ( 音声ファイル); 1925年から2016年の間はクラスニー・リマン (ウクライナ語: Красний Лиман)として知られていた）は、ウクライナ東部ドネツィク州のクラマトルシク地区の市である。2016年までは、リマン地区の行政の中心地であった。しかし、現在でもリマン・フロマーダの行政の中心地である。2021年の推計による市の人口は20,469人。

## 歴史
17世紀にウクライナのスロボダ・コサックによってリマン (Lyman)（ときおり"Liman"と翻字される）として創建された。創建は行政区画改革の過程で1708年にモスクワ・ツァーリ、ピョートル1世によって実施された。そして、リマンはアゾフ・グベールニヤ（県）に属する街の一つとして明確に言及された。
ロシア・ソビエトによるウクライナ人民共和国の占領を経て、ソビエト連邦社会主義共和国の誕生後の1925年に、市はクラスニー（ウクライナ語: Красний, 発音 [кра́сний] ( 音声ファイル)、 赤という意味）という接頭辞を得た。
2014年6月の親ロシア派騒乱中、リマンは戦闘の場となった。6月5日、同市はウクライナ軍によって親露分離派から解放された。
2015年の脱共産主義法を受けて、市はクラスニー・リマンからリマンへ再改名された。2016年2月4日、新しい名称はウクライナ最高会議（ウクライナ国会）によって承認された。

リマンは重要な鉄道の分岐点で、2022年4月30日時点には、ロシア・ウクライナ戦争の間、西へ進軍しようとするロシア軍によって争われた。

## 人口統計
2001年ウクライナ国勢調査:
民族構成
- ウクライナ人: 54.4%
- ロシア人: 43.8%
- ベラルーシ人: 0.6%